# Wacol
Wacol är en del av en befolkad plats i Australien. Den ligger i regionen Brisbane och delstaten Queensland, omkring 16 kilometer sydväst om delstatshuvudstaden Brisbane. Antalet invånare är 2 582.
Runt Wacol är det tätbefolkat, med 286 invånare per kvadratkilometer.. Närmaste större samhälle är Brisbane, omkring 16 kilometer nordost om Wacol. 
I omgivningarna runt Wacol växer huvudsakligen savannskog. Genomsnittlig årsnederbörd är 1 252 millimeter. Den regnigaste månaden är januari, med i genomsnitt 248 mm nederbörd, och den torraste är oktober, med 34 mm nederbörd.